# دولونای سویسرت
دولونای سویسرت (انگلیسی: Dolunay Soysert؛ زادهٔ ۲۵ مارس ۱۹۷۳) بازیگر اهل ترکیه است. وی از سال ۱۹۹۵ میلادی تاکنون مشغول فعالیت بوده‌است.
از فیلم‌ها یا برنامه‌های تلویزیونی که وی در آن نقش داشته‌است می‌توان به حریم سلطان، جمهوری، و دستم را رها نکن  یقه خاکی وحشی اشاره کرد.